# Oziidae
Oziidae is een familie van krabben, behorende tot de superfamilie der Eriphioidea.

## Systematiek
In deze familie worden volgende genera onderscheiden: 
- Baptozius Alcock, 1896
- Bountiana Davie & Ng, 2000
- Epixanthoides Balss, 1935
- Epixanthus Heller, 1861
- Eupilumnus Kossmann, 1877
- Lydia Gistel, 1848
- Ozius H. Milne Edwards, 1834